# Horst Effertz
Horst Effertz   (Düsseldorf, 4 d'agost de 1938) és un remer alemany, ja retirat, que va competir durant les dècades de 1950 i 1960.
El 1960 va prendre part en els Jocs Olímpics d'Estiu de Roma, on guanyà la medalla d'or en la prova del quatre amb timoner del programa de rem. Formà equip amb Gerd Cintl, Klaus Riekemann, Jürgen Litz i Michael Obst. Quatre anys més tard, als Jocs de Tòquio, fou sisè en la prova del quatre sense timoner del programa de rem.
En el seu palmarès també destaquen tres medalles al Campionat d'Europa de rem: de plata el 1958 en la prova del dos sense timoner i d'or el 1959 en el quatre amb timoner i el 1964 en el quatre sense timoner. Guanyà quatre campionats alemanys, dos el 1958, un el 1959 i un el 1964.